# Cortelazor

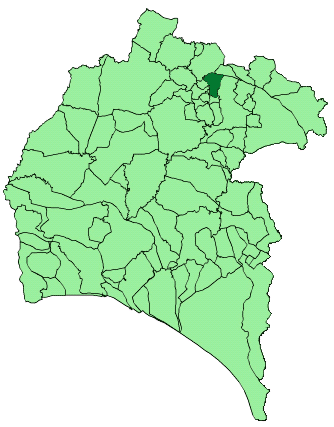
Bản đồ Cortelazor, Huelva

Cortelazor là một thị trấn và là một đô thị ở tỉnh Huelva, Tây Ban Nha. Theo điều tra dân số năm 2005, đô thị này có dân số 289 người và diện tích 40km², mật độ dân số 7,2 người/km². Đô thị này nằm trên khu vực có cao độ 622m trên mực nước biển, cách thủ phủ Huelva 120 km.